# Montesiro

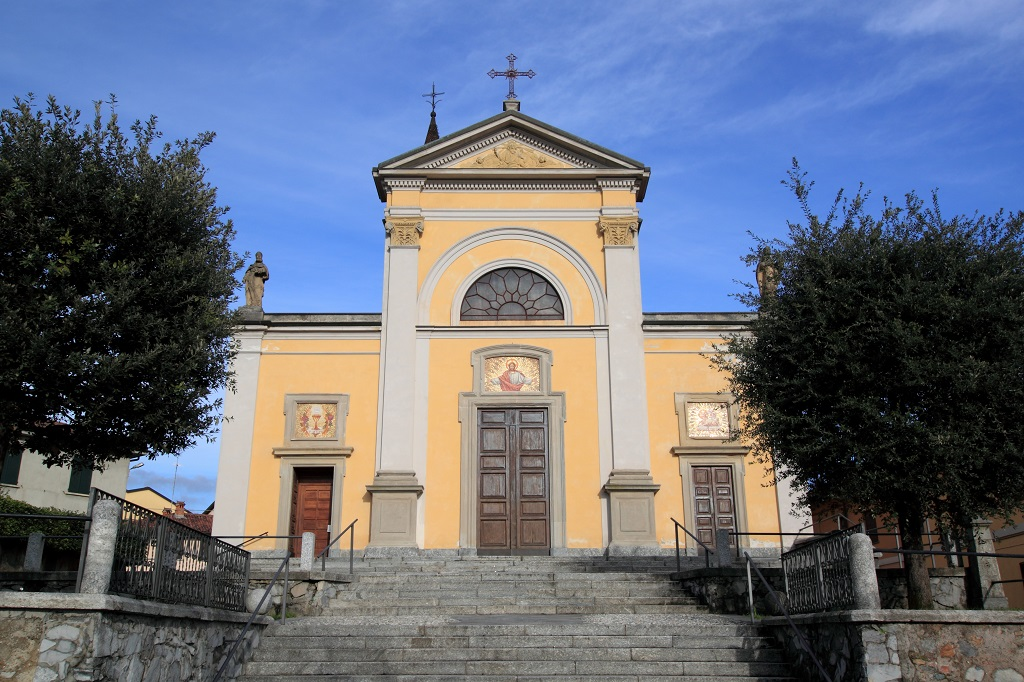
Chiesa dei Santi Nazaro e Celso

Montesiro (Munt o Munt de Sir in dialetto brianzolo) è una frazione di Besana in Brianza in provincia di Monza e della Brianza, in Lombardia.

## Origini del nome
Le origini del nome di Montesiro si stabiliscono in data 14 dicembre 1862, con il decreto di Vittorio Emanuele II, abbinando la parola Monte, in latino ecclesiastico Montis, nome originario della comunità posta su un piccolo promontorio ad un'altezza di circa 300 metri e la chiesa dedicata al Santo Siro.

## Storia
Le prime notizie storiche relative a Monte risalgono al secolo XIV, quando era incluso nella Pieve di Agliate della Provincia di Milano, in stretta correlazione col vicino villaggio di Tregasio che ricadeva nella sua parrocchia. Nel 1751 il comune di Monte contava 300 abitanti, salite a 561 nel 1771.
Nel 1805 con il Regno d’Italia, Monte coi suoi 397 residenti viene inserito nel Distretto di Monza del Dipartimento d'Olona. Nel 1809 il comune viene poi per la prima volta temporaneamente aggregato a quello di Besana su decreto di Napoleone, ma nel 1811 fu restaurato in unione con Tregasio e Correzzana. In ogni caso, gli austriaci annullarono tutto al loro ritorno, e il paese arrivò a 910 anime nel 1853 salite a 991 nel 1861. Nel 1862, un anno dopo la costituzione Regno d'Italia, assunse la denominazione di Montesiro, fino al 1869 quando entra a far parte del comune di Besana in Brianza.

## Monumenti e luoghi d'interesse

### Architetture religiose
- In località Brugora di Montesiro si trovano il monastero dei Santi Pietro e Paolo e la chiesa di Brugora, architettura romanica risalente all'XI secolo. L'ex-monastero benedettino  oggi ospita una residenza per anziani.
- La chiesa parrocchiale dedicata a San Siro. Il suo concerto di campane è formato da 5 bronzi in si2 e sono stati fusi da Luigi D'Adda nel 1946
- Oratorio di San Nazzaro. Risale al sec. XIII ed è stato restaurato dal 1989 al 1995 poiché dalla fine del primo dopoguerra alla metà degli anni ottanta era in stato di abbandono. Ha un piccolo campanile a vela con una campana manuale in mi5 molto antica.
- Santuario dell'Annunciazione "Villa Annunciata", situato nella località Casaglia di Montesiro.